# Australomimetus raveni
Espèce
Australomimetus raveni est une espèce d'araignées aranéomorphes de la famille des Mimetidae.

## Distribution
Cette espèce est endémique du Queensland en Australie.

## Publication originale
- Heimer, 1986 : Notes on the spider family Mimetidae with description of a new genus from Australia (Arachnida, Araneae). Entomologische Abhandlungen Staatliches Museum für Tierkunde Dresden, vol. 49, p. 113-137.